# Baby Face Nelson (film)
Baby Face Nelson is een Amerikaanse film noir uit 1957 onder regie van Don Siegel.

## Verhaal
Door gewelddadige overvallen te plegen groeit Baby Face Nelson uit tot een van de beruchtste misdadigers van de jaren 20. Hij gaat samenwerken met John Dillinger om te kunnen wedijveren met Al Capone.

## Rolverdeling
| Acteur           | Personage        |
| ---------------- | ---------------- |
| Mickey Rooney    | Baby Face Nelson |
| Carolyn Jones    | Sue Nelson       |
| Cedric Hardwicke | Doc Saunders     |
| Leo Gordon       | John Dillinger   |
| Anthony Caruso   | John Hamilton    |
| Jack Elam        | Fatso Nagel      |
| John Hoyt        | Samuel F. Parker |
| Ted de Corsia    | Rocca            |
| Elisha Cook jr.  | Homer van Meter  |
| Robert Osterloh  | Agent Johnson    |
| Thayer David     | Connelly         |
| Dabbs Greer      | Charles Bonner   |
| George E. Stone  | Mijnheer Hall    |
| Lisa Davis       | Ann Saper        |
| Emile Meyer      | Mac              |